# NGC 3855
NGC 3855 је спирална галаксија у сазвежђу Велики медвед која се налази на NGC листи објеката дубоког неба.
Деклинација објекта је + 33° 21' 21" а ректасцензија 11h 44m 25,8s. Привидна величина (магнитуда) објекта NGC 3855 износи 14,0 а фотографска магнитуда 14,8. NGC 3855 је још познат и под ознакама IC 2953, UGC 6709, MCG 6-26-25, CGCG 186-33, PGC 36530.